# الأمانة العامة للاستخبارات (الأرجنتين)
الأمانة العامة للاستخبارات، كانت وكالة الاستخبارات الأولى في جمهورية الأرجنتين والقيادة لنظام الاستخبارات الوطني التابع لها.
كانت الأمانة العامة للاستخبارات، برئاسة وزير الدولة للاستخبارات وهو عضو خاص في مجلس الوزراء، خدمة تقنية وتنفيذية مكلَّفة بالجمع والإخراج للاستخبارات ومكافحة التجسس في المناطق الداخلية والخارجية، فضلا عن تحليل وتشكيل إستراتيجية الاستخبارات الوطنية من أجل التعامل مع شؤون الدولة.
كُلِّفت الأمانة بواجب تقديم دورة استخبارات كاملة للحكومة. كان للأمانة العامة للاستخبارات إس آي أكبر قدرة في جمع المعلومات في الأرجنتين من الناحية الهيكلية، حيث تحظى بالعديد من البعثات داخل الأرجنتين إضافة إلى قواعد التشغيل والبعثات الأجنبية.
كانت الأمانة تخضع للرئاسة بموجب القانون، وتحكمها الأوامر والقوانين السرية. على الرغم من إعادة تسمية الاختصار الرسمي إلى إس آي عندما أصبح نظام الاستخبارات الجديد نشطا، إلا أنه أُطلق عليه خلال معظم تاريخه (أمانة استخبارات الدولة إس آي دي إِي) ولايزال الشعب يشير إليها بهذا الاختصار.
أعلنت الرئيسة كريستينا فرنانديز دي كيرشنر في 26 يناير عام 2015، بعد وفاة المدعي العام ألبرتو نيسمان، أنها تقترح تشريعا من شأنه حل الأمانة العامة للاستخبارات (إس آي) وفتح وكالة استخبارات جديدة تدعى وكالة الاستخبارات الفيدرالية (أي إف آي).

## التاريخ
أُنشئت الأمانة العامة للاستخبارات في عام 1946، عندما قُرِّرت الرئاسة الأولى لخوان بيرون بموجب المرسوم التنفيذي 337/46 تحت مسمى تنسيق معلومات الدولة (تنسيق استخبارات الدولة، سي آي دي إِي). كانت مهمتها أن تكون بمثابة وكالة استخبارات وطنية يديرها موظفون مدنيون وأن تتعامل مع عمليات الاستخبارات الأجنبية والمحلية للحكومة الفيدرالية.
عوملت الاستخبارات الوطنية، قبل تأسيس تنسيق استخبارات الدولة، بشكل مشترك من قسم المعلومات دي آي في الرئاسة، وأجهزة الاستخبارات العسكرية مثل (جهاز الاستخبارات العسكري إس آي إِي) و (الاستخبارات البحرية إس آي إن).
على الرغم من تورط أجهزة الاستخبارات العسكرية عبر تاريخ الأرجنتين مع كل من الاستخبارات الداخلية والخارجية، إلا أن الإصلاحات التي شُرّعت خلال العقود القليلة الماضية منحتهم بشكل قانوني دورا بجانب الخدمات المُدارة مدنيا في نظام الاستخبارات الوطني.
كان الإصلاح الهيكلي والوظيفي الأول للأمانة (كما كان يُشار إليها) في عام 1956، في ظل حكومة بيدرو أرامبورو عندما تبنت تنسيق استخبارات الدولة اسم (أمانة معلومات الدولة) والاختصار الشهير «إس آي دي إِي» بموجب القانون التنفيذي 56/776 في 20 يناير. وكانت الوكالة المُعاد هيكلتها حديثا على غرار نظام الاستخبارات البريطاني.
كانت أمانة معلومات الدولة في ظل حكومة خوان كارلوس أونانيا تحت إدارة غرال سينيوراس، وهو واحد من أكثر أمناء الاستخبارات الذين حظوا بسمعة طيبة في كل الأوقات. بدأت أمانة معلومات الدولة خلال تلك السنوات، في تنسيق أولى بعثاتها التجسسية الأجنبية المعقدة، وزاد عدد الموظفين بصورة ملحوظة إلى حوالي 1,200 وتطورت القدرات المعرفية والتنفيذية بشكل هائل.
بدأت العديد من النساء الأرجنتينات، أثناء حكم سينيورانس، المشاركة فيما كان آنذاك مجالا للذكور فقط. بدأت الأمانة في تقدير بعض مزايا جنس الإناث، خاصة عندما تتطلب العمليات استغلال نقاط الضعف البشرية. أعاد سينورانس مع ذلك هيكلة الأمانة العامة في عام 1966، وطرد 900 موظف (من إجمالي حوالي 1200)، بما في ذلك جميع عميلات الاستخبارات اللاتي تعاقد معهن في ذلك الوقت. وقد لوحظ أن لدى سينيورانس رهاب من الإناث، ولم يكن ليتسامح مع العاملات في مناصب إدارية.
أدت محاولات الخطف الفاشلة للقنصل السوفييتي في بوينس آيريس في نفس العام، إلى قيام الاتحاد السوفييتي بسنّ اعتراض رسمي، وهدّد بنقل المسائل إلى المنظمات الدولية، فلم يمتلك أونانيا خيار آخر سوى الطلب من سنيورانس الاستقالة، وكشف الأمين في بيانه الأخير أن «القنصل بيتروف يقود مجموعة من جواسيس الكي بي جي في الأرجنتين.»
استعادت النساء مناصبهن في مجتمع الاستخبارات المدنية، بعد رحيل سينيورانس، ولكن في ذلك الوقت، بدأت السي آي أَي مع بداية الحرب الباردة تهتم بشكل خاص بـ إس آي دي إي. أدى نمو الجماعات الشيوعية ورجال حرب العصابات في أمريكا اللاتينية، المدعومة من نظام فيدل كاسترو، وكذلك اهتمام الاتحاد السوفياتي الخاص في أمريكا اللاتينية، إلى جعل مجموعة الاستخبارات الأمريكية تؤثر على ما كان يُعتقد آنذاك كمجال ذي أهمية ثانوية للمصالح الأمريكية في الحرب. لم تكن الأمانة العامة للاستخبارات استثناء، فقد جُعلت «المشكلة الشيوعية» أولوية، وأصبحت مراقبة السفارات الأجنبية ووفود الدول الشيوعية شائعة.
اعتُمد اسم (أمانة معلومات الدولة) خلال حكومة الأمر الواقع لخورخي رافائيل فيديلا في 13 مايو عام 1976، بموجب المرسوم التنفيذي 416. حولت إس آي دي إِي نفسها في إطار عملية إعادة التنظيم الوطنية، إلى شرطة سرية توجه التجسس على منظمات رجال العصابات، أو النقابات العمالية، أو أي منظمة أو شخص يعتبر مخربا، أو مؤيدا للأنشطة التخريبية. شاركت إس آي دي إِي أيضا في تنسيق عملية كوندور مع أجهزة الاستخبارات الأمريكية اللاتينية الأخرى.
بدأت إس آي دي إِي بتجديد موظفيها، بعد عودة الديمقراطية في عام 1983، أثناء حكومة راؤول ألفونسين، وبالتالي أصبحت وكالة استخبارات مدنية تركزت أنشطتها بالكامل على المصالح الوطنية. مُنحت الموافقة على قانون إصلاح الاستخبارات، في ديسمبر عام 2001، مغيرا الهيكل والفئة والوظائف لتكييفه مع نظام الاستخبارات الوطني الجديد.
عانت إس آي دي إِي من تخفيضات في الميزانية (خفضت بمقدار النصف) وضغوط سياسية لتجديدها، في فبراير 2001، خلال حكومة فرناندو دي لا روا. خُفض عدد الموظفين بمقدار النصف، وأُقيل 1300 موظف. وكان أحد الأسباب التي قُدمت لعملية التنظيف هو أن العديد من الموظفين شاركوا في انتهاكات حقوق الإنسان أثناء عملية إعادة التنظيم الوطنية. وشملت إعادة الهيكلة هذه إقالة الموظفين الذين تجاوزوا سن التقاعد وفقا لمعايير الوكالة، وإزالة معظم الموظفين ابتداء من عودة الديمقراطية في ظل حكم ألفونسين.
طُلب من أمين الاستخبارات سيرجيو أسيفيدو، خلال أكتوبر عام 2003، في ظل حكومة نيستور كريشنير، شن حملة قمع على تسجيلات المكالمات الهاتفية غير القانونية، إضافة للتجسس السياسي والأيديولوجي. طُرد أكثر من 160 موظفا من المنظمة بسبب انتهاكات القوانين. كما أُجريت مراجعة أمنية داخلية، وأُصدر تقرير لاحقا يشير إلى العديد من الثغرات الأمنية وحالات الفساد والسرقة في المنظمة (سرقة الطعام واستخراج البنزين من السيارات وضعف الأمن في المنشآت).

### مكافحة الإرهاب
زاد تركيز إس آي دي إِي على الأنشطة الإرهابية في منطقة الحدود الثلاثية في أعقاب تفجير السفارة الإسرائيلية عام 1992 في بوينس آيرس. تطلب التهديد الدائم لعمل إرهابي إسلامي آخر على أرض الأرجنتين، وخاصة ضد الكيانات اليهودية في بوينس آيرس، من الأمانة العامة التكيف مع تهديد الأمن القومي غير المعروف سابقا.
تعاونت وكالات الاستخبارات الأجنبية في التشكيل بشأن مواضيع مثل الإرهاب الإسلامي وكيفية إلغائه. زودت وكالة المخابرات المركزية الأمريكية الإس آي دي إِي بتدريب شامل، وتعاقدت مع خبراء من جميع أنحاء العالم لتدريس صفوف في مدرسة الاستخبارات الوطنية. بدأت إس آي دي إِي أيضا بتعليم موظفيها اللغات والتاريخ الفارسي والعربي، وكيفية التعامل مع الإجراءات مع الأشخاص والمنظمات المتعلقة بهذه الثقافات.
أدركت إس آي دي إِس بعد تفجير آميا في عام 1994، أن الإرهاب الإسلامي أصبح تهديدا خطيرا للغاية على الأمن القومي. نُسقت خطة سميت عملية القنطور، لمتابعة المنظمات الإرهابية على الحدود الثلاثية بالتعاون مع السي آي أَي، وشملت تسجيلات المكالمات الهاتفية، واعتراض الرسائل، والمراقبة الخفية للعديد من المشتبه بهم.
أوردت تقاريرها بالتفصيل وجود المنظمات الإرهابية وأنشطتها في المنطقة، والتي استفادت من السوق السوداء الضخمة في الباراغواي، ونفعت كمركز غسيل أموال للمنظمات الأخرى خارج البلاد. شُورك تقرير عام 1997 يتضمن أدلة على هذه الأنشطة مع وكالات الاستخبارات لكل من الولايات المتحدة والبرازيل والباراغواي وفرنسا وألمانيا. تشكلت مجموعة سالا باتريا، وبدأت التحقيق في أدلة حول تفجير آميا خارج الأرجنتين، بدأت عملها في البارغواي، وقدمت معلومات حاسمة أدت إلى القبض على العديد من الإرهابيين المشتبه بهم وإلغاء خطة متوقعة لتفجير السفارة الأمريكية في أسونسيون، في الباراغواي.